# Ibn Iyās
Muhammad ibn Ahmad Ibn Iyās al-Hanafī (arabisch محمد بن احمد بن إياس الحنفى, DMG Muḥammad b. Aḥmad b. Iyās al-Ḥanafī; * 1448; † nach 1522) war ein Geschichtsschreiber und ein wichtiger Zeitzeuge der letzten Jahre der Mamluken-Herrschaft in Ägypten. Sein Werk dient als Primärquelle für den Aufstieg und Fall der mehr als zweihundertfünfzig Jahre währenden Mamluken-Herrschaft (siehe Burdschi-Mamluken) über Ägypten (und Syrien) und der ersten Jahre der Vorherrschaft der  Osmanen.

## Chronik
Ibn Iyās war der Autor einer mehrbändigen Geschichte Ägyptens mit dem Titel Badāʾiʿ az-zuhūr fī waqāʾiʿ ad-duhūr (eine deutsche Teilübersetzung trägt den Titel: „Alltagsnotizen eines ägyptischen Bürgers“), die mehrere tausend Seiten umfasst.
Der letzte Herrscher der Mamluken, Qansuh al-Ghuri, der wie viele seiner Soldaten im Spätsommer 1516 in der Schlacht von Marj Dabiq gegen die übermächtigen Osmanen gefallen war, wird darin folgendermaßen beschrieben:

„Er war hoch gewachsen, grobschlächtig, mit dickem Bauch, von weißer Farbe, mit rundem Gesicht, fettumgebenen Augen und einer dröhnenden Stimme. Er war ein majestätischer, würdevoller König, der bei seinen Audienzen Respekt und Verehrung einflößte und den man gerne ansah. Und wären nicht seine Grausamkeiten gewesen (…), so wäre er der beste der zirkassischen Könige gewesen, ja, der beste Herrscher Ägyptens überhaupt!“

Eine arabische Ausgabe der Chronik des Ibn Iyās erschien unter anderem in der Bibliotheca Islamica (Bd. 5).

## Übersetzungen
- Ibn-Iyas: Alltagsnotizen eines ägyptischen Bürgers. Bibliothek arabischer Klassiker. Aus dem Arabischen übertragen und bearbeitet von Annemarie Schimmel. Edition Erdmann, Lenningen 2004, ISBN 3-86503-014-9 (Teilübersetzung).
- Ibn Iyas: Badai Alzuhur Fi Wakayi Alduhur. abridged and edited by Dr. M. Aljayar, Almisriya Lilkitab, Cairo 2007, ISBN 977-419-623-6.
- Journal d´un bourgeois du Caire. Chronique d´Ibn Iyâs. Traduit et annoté par Gaston Wiet. 1955